# Alexis Thérèse Petit
Alexis Thérèse Petit (Vesoul, 2 oktober 1791 - Parijs, 21 juni 1820) was een Frans natuurkundige.
Hij is bekend door zijn werk over lucht en stoommachine dat in 1818 werd gepubliceerd. 
Men zegt dat zijn regelmatige discussies met Nicolas Léonard Sadi Carnot, de ontdekker  van de thermodynamica, de aanleiding zijn van zijn eigen theorieën over thermodynamische efficiëntie. 
In 1819 stelde hij samen met Pierre Louis Dulong een theorie op voor de soortelijke warmte van vaste stoffen, de Wet van Dulong en Petit.